# Romagne-sous-les-Côtes
Romagne-sous-les-Côtes is een gemeente in het Franse departement Meuse (regio Grand Est) en telt 114 inwoners (2009).
De plaats maakt deel uit van het kanton Montmédy in het arrondissement Verdun. Tot 1 januari 2015 was het deel van het kanton Damvillers, dat op die dag werd opgeheven.

## Geografie
De oppervlakte van Romagne-sous-les-Côtes bedraagt 14,8 km², de bevolkingsdichtheid is dus 7,7 inwoners per km².
De onderstaande kaart toont de ligging van Romagne-sous-les-Côtes met de belangrijkste infrastructuur en aangrenzende gemeenten.

## Demografie
Onderstaande figuur toont het verloop van het inwonertal (bron: INSEE-tellingen).